# Quatrième bataille des forts de Taku (1900)
Révolte des Boxers
Batailles
m
- Temple Senluo (en)
- Légations de Pékin (en)
- 1re intervention (en)
- Langfang (en)
- Forts de Taku
- Massacre de Blagovechtchensk
- Massacre de Taiyuan (en)
- Tianjin
- Beicang (en)
- 2e intervention (en)
- Yangcun (en)
- Pékin
- Beitang (en)
- Shanhaiguan (en)
- Mandchourie

La quatrième bataille des forts de Taku (ou Dagu) est une bataille qui eut lieu en Chine à l'époque de la révolte des Boxers (1900-1901). Elle eut lieu à Taku à l'embouchure du fleuve Peiho (Hai He), dans la nuit du 16 au 17 juin 1900 et la matinée du 17 juin 1900, entre les forces chinoises tenant les forts de Taku et les forces navales de l'Alliance des puissances européennes et du Japon.

## Situation avant la bataille
C'est en mai 1900 que les huit pays de l'Alliance (Allemagne, Royaume-Uni, Autriche-Hongrie, États-Unis, France, Italie, Japon, Russie) décident d'envoyer des troupes d'abord à Pékin (où il n'y avait que 450 soldats) pour protéger les légations étrangères, et dans le bras de la mer Jaune, appelé à l'époque golfe de Pé-Tché-Li, vers l'embouchure du Peiho. Des navires arrivent pour renforcer aussi la présence des soldats russes dans la région. L'escadre doit assurer la sécurité des étrangers et de la population chinoise menacée par la révolte des Boxers, notamment à Tien-Tsin (aujourd'hui Tianjin). Une partie des troupes, en majorité russes, est acheminée par le train, de Pékin, jusqu'à Tangu (ou Tang-Ku), près de l'embouchure du Peiho, ensuite sur des navires, par le fleuve, jusqu'aux forts tenus par les Chinois qui ont miné les abords.
L'escadre est représentée par le vice-amiral von Hildenbrandt, sujet de l'Empire russe, qui commande le croiseur Rossia et les Allemands arrivent avec quatre navires de l'escadre d'Extrême-Orient (Ostasiengeschwader) commandée par le vice-amiral Bendemann. Le vice-amiral von Hildenbrandt adresse un ultimatum, transmis par le lieutenant Bakhmetiev au commandant Lo Young Yan qui expire à deux heures du matin, le 17 juin, exigeant de mettre les forts sous drapeau de l'alliance internationale. Le commandant rejette l'ultimatum et demande les ordres par télégraphe au vice-gouverneur de la province qui interdit au commandant de donner les forts. Les Américains, quant à eux, font part de leur neutralité dans cette bataille.

## Forces en présence
Les forts de Taku consistent en deux forts au nord du fleuve et deux au sud et sont entourés de fossés et de remparts, mais surtout armés de 177 canons, dont seulement 19 de type moderne (anglais ou allemands), avec 3 500 hommes de garnison, quatre torpilleurs et un croiseur.
Les navires de l'alliance qui participent à la bataille sur le fleuve sont les suivants :
- Russie : les canonnières Bobr, Koreïets, Guiliak, les torpilleurs no 204 et no 207
- Grande-Bretagne : la canonnière Algerine, les contre-torpilleurs Fame[1] et Whiting
- France : la canonnière Lion[2], de classe Comète, en service de 1885 à 1904
- Japon : la canonnière Akagi de la classe Maya, en service de 1890 a 1911, et le contre-torpilleur Kagero de la classe Murakumo
- Allemagne : la canonnière SMS Iltis, les autres navires de son escadre débarquent ensuite trois mille hommes de bataillons de marine.

Le commandement de l'opération est confié au navire amiral, en tant que plus ancien, la canonnière Bobr, de la flotte impériale russe, qui est commandée par le capitaine de premier rang Dobrovolski. Il réunit le 16 à cinq heures du soir à son bord le conseil militaire des commandants des navires impliqués dans l'opération. La flottille est divisée en une partie (les Russes et les Anglais) en aval, juste en face du fort nord-ouest (le fort no 4) et en une autre (les Français, les Allemands et les Japonais), plus en amont, près de Tangu (ou Tang-Ku) (où se trouve la gare). De plus les torpilleurs russes et le contre-torpilleur japonais se mettent à l'embouchure du fleuve pour bloquer les issues.
Les hommes stationnés autour de la gare de Tangu sont commandés par le capitaine allemand Hugo von Pohl (futur amiral) : ce sont 350 marins anglais, 230 marins japonais, 130 marins allemands, 50 marins austro-hongrois, et 25 marins italiens. Le soir 168 soldats russes les rejoignent, débarqués du croiseur Amiral Kornilov, et venus par le fleuve sur des embarcations légères.

## Déroulement de la bataille
Les navires étrangers qui passaient devant les forts dans l'après-midi du 16 juin 1900 passèrent à côté d'une jonque chinoise qui installait un champ de mines sur la rivière. L'un des navires, le HMS Whiting, entra en collision avec une seule mine qui n'explosa pas.
C'est le 17 juin à minuit et cinquante minutes que les hostilités commencent à l'expiration de l'ultimatum. Les batteries des forts chinois ouvrent le feu sur les canonnières alliées. Celles-ci (les trois canonnières russes et la canonnière anglaise) répondent et tirent sur le fort no 4. Très vite la canonnière allemande et la canonnière française se joignent aussi à l'action. La canonnière japonaise, quant à elle, reste à Tangu à cause d'une avarie. Les deux contre-torpilleurs anglais, appuyés par les feux de la Guiliak, attaquent les torpilleurs chinois restés mouillés à l'arsenal. Ils tentent de tirer, mais finalement l'équipage fuit par la terre.
Les tirs d'artillerie se prolongent toute la nuit. Au fil des heures, les Chinois parviennent à infliger des dommages aux forces alliées, utilisant en particulier des projecteurs. Ainsi la Guiliak est sous les feux : cinq de ses hommes sont tués et trente-huit grièvement blessés, et, détruite par les flammes, elle coule dans le fleuve. La Koreïets doit souffrir de la perte de onze hommes et de vingt blessés. Sept hommes sont tués sur la canonnière allemande SMS Iltis et dix-sept blessés, dont le capitaine Lans que l'on doit amputer d'une jambe.
Les hommes du capitaine de vaisseau von Pohl, réunis avec ceux du lieutenant russe Stankievitch, marchent à partir d'une heure du matin de la gare de Tangu, vers les forts nord, en longeant la rive gauche. Le commandement allemand est engagé dans un assaut, afin de pratiquer une brèche dans le fort, et les troupes russes attaquent à l'aube. Les troupes des marines alliées attaquent en trois points à quatre heures du matin, notamment le fort no 1.
L'avant-garde russe de deux cents hommes (avec quelques Autrichiens) franchit le fossé et s'engage sur le pont sous le feu des Chinois, tandis que les trois cents Japonais restés à l'arrière subissent les tirs ennemis. Leur commandant, le capitaine Hatori, est tué. Finalement la garnison chinoise du fort s'enfuit et les trois cent-quatre-vingts Britanniques s'engagent, avec quelques Italiens, et font hisser leur drapeau, suivi de ceux des Alliés.
À six heures du matin, les canonnières (sauf la Guiliak mise hors d'état) descendent le fleuve vers le fort no 2 (le fort sud) et le fort no 3 (le nouveau fort) qu'elles se mettent à bombarder. Des forces venues du fort no 1 viennent les appuyer, puis les marins venus des deux torpilleurs russes. Le nouveau fort, quant à lui, est pris à sept heures moins le quart du matin et le commandant chinois Lo Young Yan se suicide.
Les Chinois ont perdu environ huit cents hommes et leur croiseur Hai Tien est pris, et désarmé le 18. Du côté allié, il y a eu cent trente-huit morts ou blessés et trois canonnières mises hors d'état. Le fort sud est tenu par les Russes, ainsi que les rives de Taku avec son chantier naval (où les Russes réparent leurs canonnières) ; les Japonais tiennent le nouveau le fort ; les Anglais tiennent le fort du nord-ouest ; les Allemands et les Autrichiens, celui du nord, le plus près de la mer.

## Conséquences
Abandonnant la ligne Takou-Tong-Kou, les Chinois se replient au nord vers les forts du Peh-Tang, d'où ils surveilleront pendant trois mois les mouvements des troupes alliées.
La prise des forts permet aux forces alliées de se diriger directement vers Pékin. Le 18 juin, la 3e brigade de fusiliers de Sibérie-Orientale arrive de Port-Arthur, commandés par le général Stessel, et se dirige vers Tien-Tsin, ainsi que d'autres forces alliées.
Les quatre torpilleurs chinois sont donnés aux Alliés : un à l'Angleterre, un à la Russie, un à l'Allemagne et un à la France.
Cette bataille pousse en fin de compte le gouvernement de l'impératrice douairière Tseu-Hi (transcription moderne : Cixi), du côté des Boxers, et les officiers chinois reçoivent l'ordre de résister aux ennemis étrangers. Les forces de l'amiral Seymour entre Tien-Tsin et Pékin qui se dirigeaient vers la capitale (deux mille hommes) sont attaquées le long du chemin de fer et se replient vers Tien-Tsin. Le 19 les Chinois lancent un ultimatum donnant vingt-quatre heures aux diplomates étrangers pour quitter la capitale, ce qu'ils refusent, craignant pour leur vie. Le lendemain c'est le siège du quartier des légations qui commence. Le 21 juin, la Chine déclare la guerre aux huit puissances étrangères.

## Décoration
- Les trois canonnières russes Bobr, Koreïets et Guiliak, sont décorées de l'ordre de Saint-Georges avec mention « Pour la Bravoure », pour la bataille du 4 juin (dans le calendrier julien) 1900 et la prise des forts de Taku.

- PETCHILI 1900-1901 est inscrit sur le drapeau des régiments français cités lors de cette bataille.